# George Stoneman
George Stoneman, Jr., född 22 augusti 1822 i Busti, New York, död 5 september 1894 i Buffalo, New York, var en amerikansk politiker och generalmajor vid kavalleriet. Han var den 15:e guvernören i delstaten Kalifornien 1883-1887.

## Biografi
Stoneman utexaminerades 1846 från United States Military Academy i West Point, New York. Han gifte sig 1861 med Mary Oliver Hardisty. Paret fick fyra barn.
Stoneman deltog i amerikanska inbördeskriget på Nordstaternas sida. Han befordrades 1862 till generalmajor. Han deltog i slaget vid Chancellorsville under Joseph Hooker. Hooker ansåg att Stoneman bar en stor del av skulden för förlusten i slaget. Stoneman ledde administrationen i det ockuperade Memphis, Tennessee 1865.
Han var en motståndare till rekonstruktionstidens politik och gick med i demokraterna. Han flyttade senare till Kalifornien, där han var guvernör i fyra år.